# A Notícia
A Notícia (« La Nouvelle » en français) est un quotidien brésilien de l'État de Santa Catarina. Il est publié au format tabloïd. Fondé le 23 avril 1923, sous la forme d'un hebdomadaire par Aurino Soares. Son siège se situe à Joinville, dans le nord de l'État.
En 2006, il a été racheté par le groupe Rede Brasil Sul de Comunicação (RBS), également propriétaire des quotidiens Diário Catarinense et Jornal de Santa Catarina.